# Eutanyacra pallidicoxis
Eutanyacra pallidicoxis är en stekelart som beskrevs av Cameron 1903. Eutanyacra pallidicoxis ingår i släktet Eutanyacra och familjen brokparasitsteklar. Utöver nominatformen finns också underarten E. p. rufescens.